# Distrito fitogeográfico planaltense

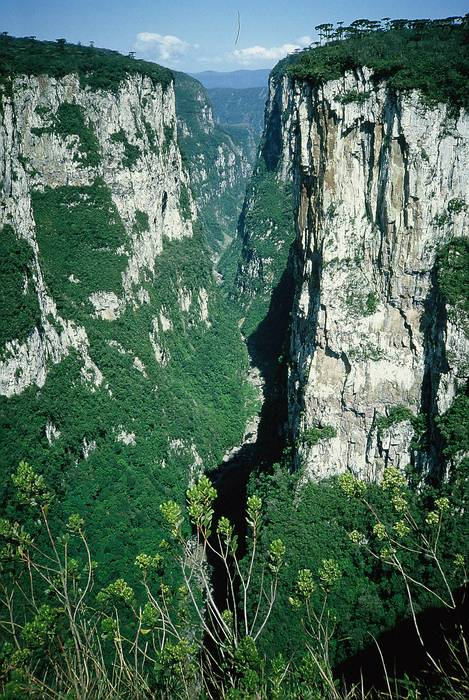
Cañón del Itaimbezinho, parque nacional de Recortados de la Sierra, Río Grande del Sur, Brasil.

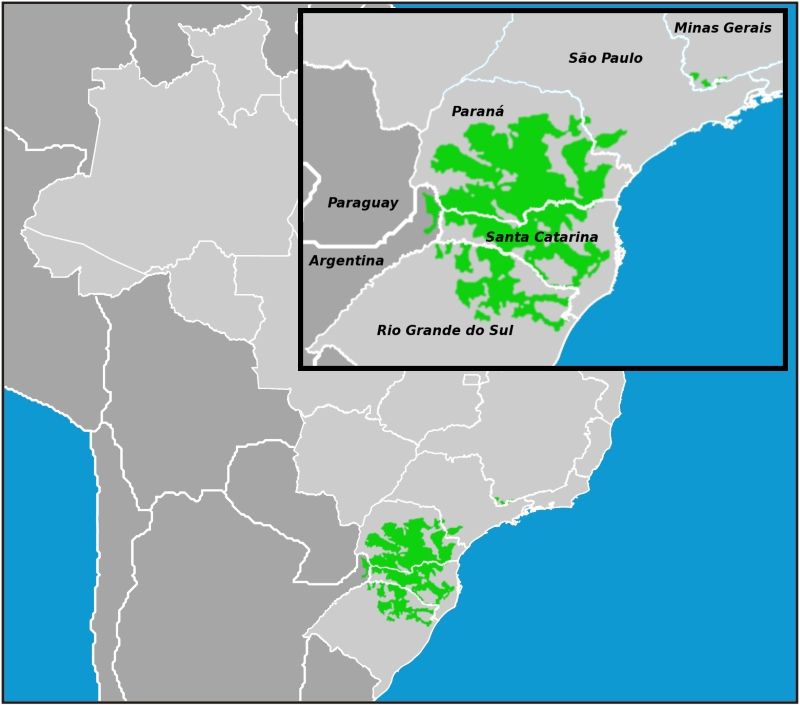
Mapa del Distrito fitogeográfico planaltense.

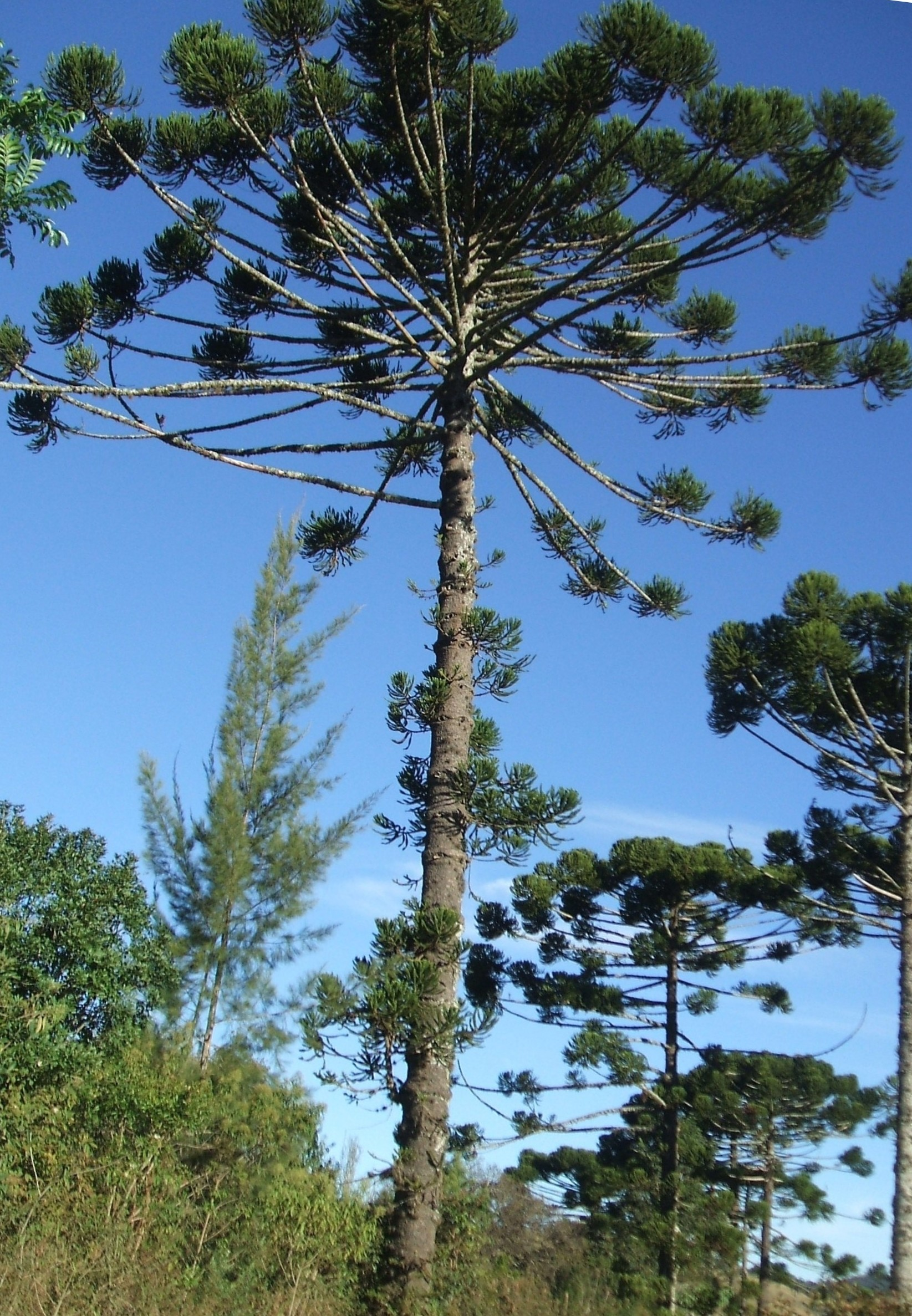
Pino paraná, el árbol arquetípico de esta formación.

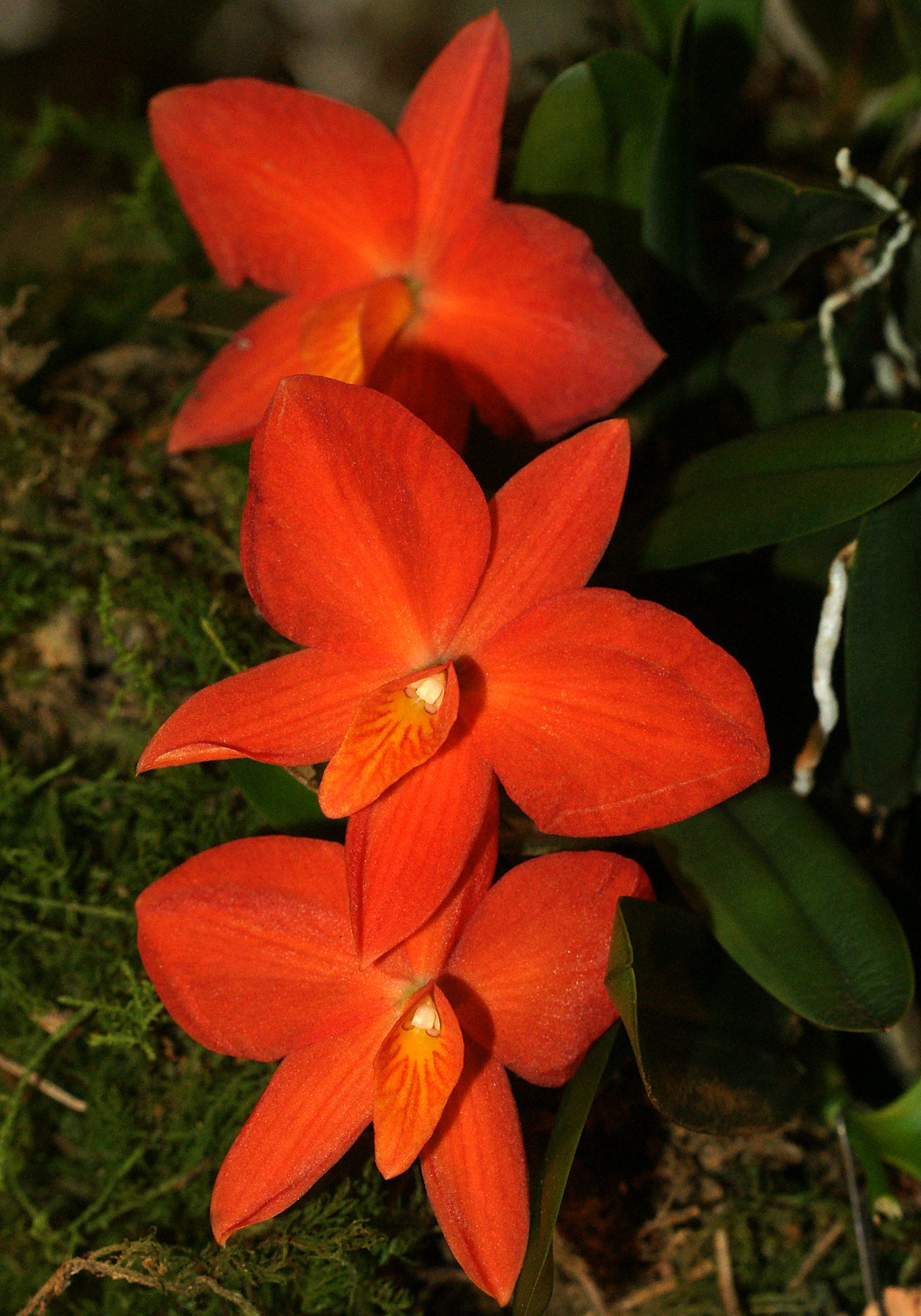
La Sophronitis coccinea, es una orquídea característica de esta formación.

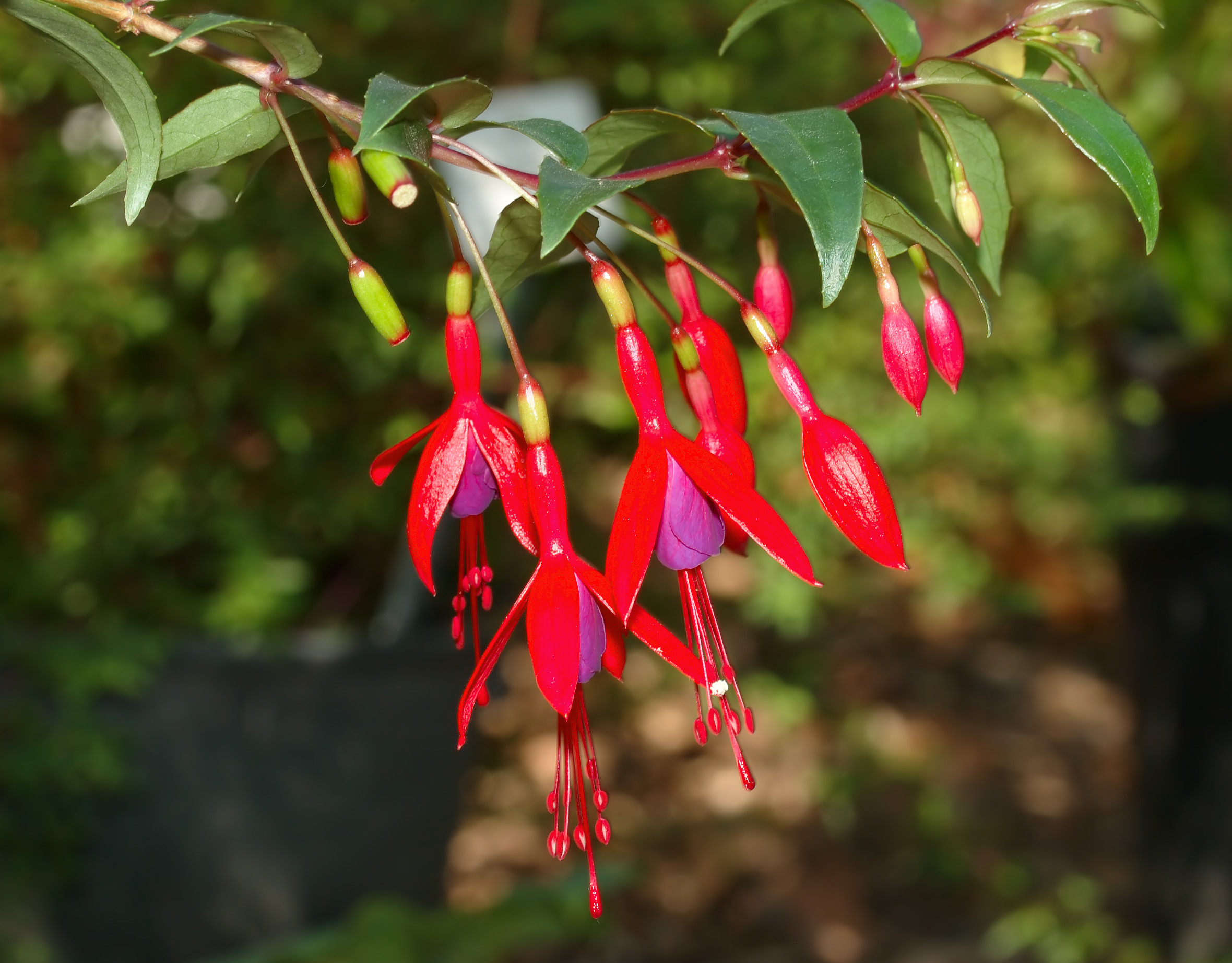
La fucsia gaúcha (Fuchsia regia), es un arbusto ornamental característico de esta formación.

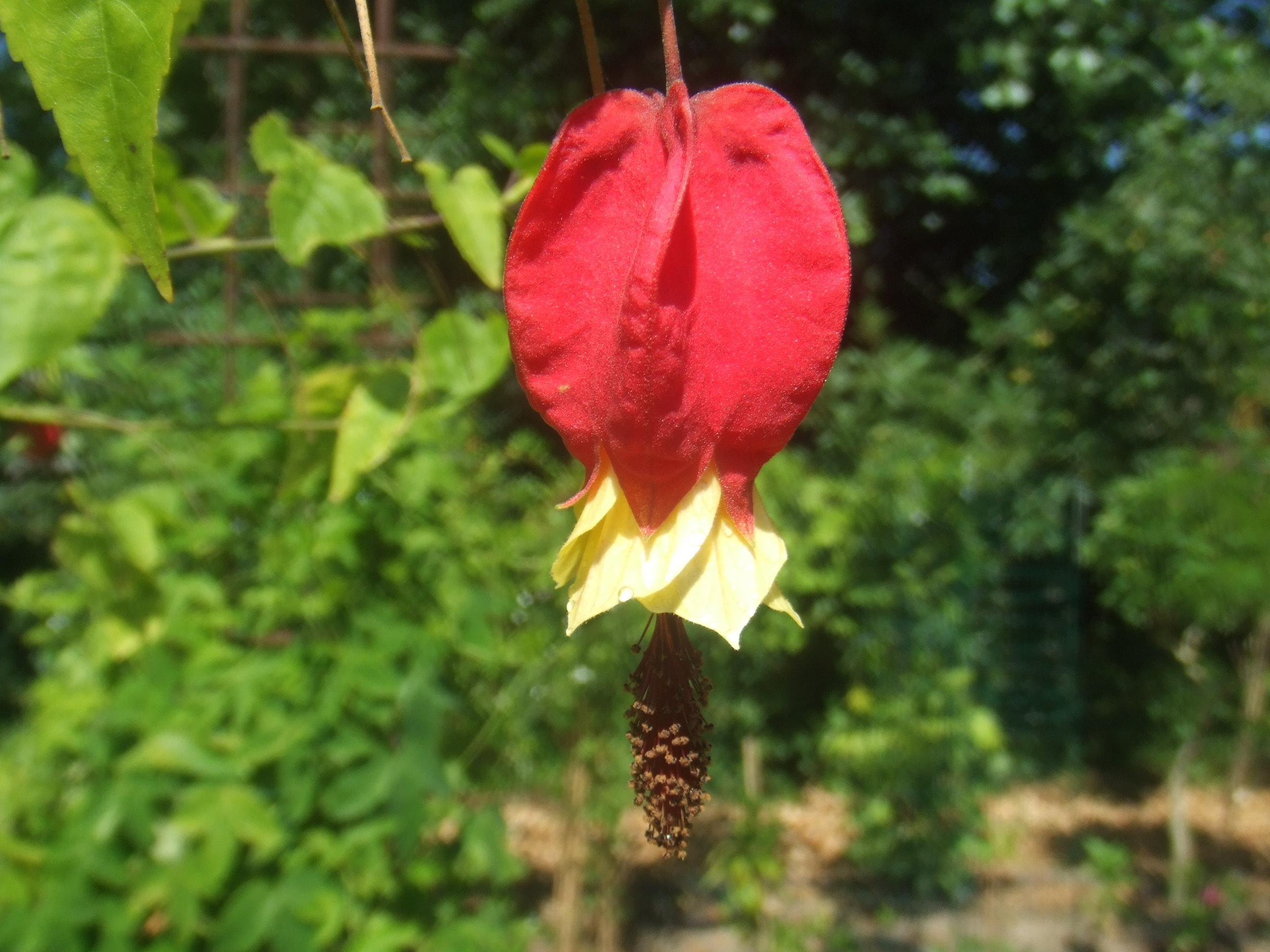
La linterna china (Abutilon megapotamicum), es un arbusto ornamental característico de esta formación.

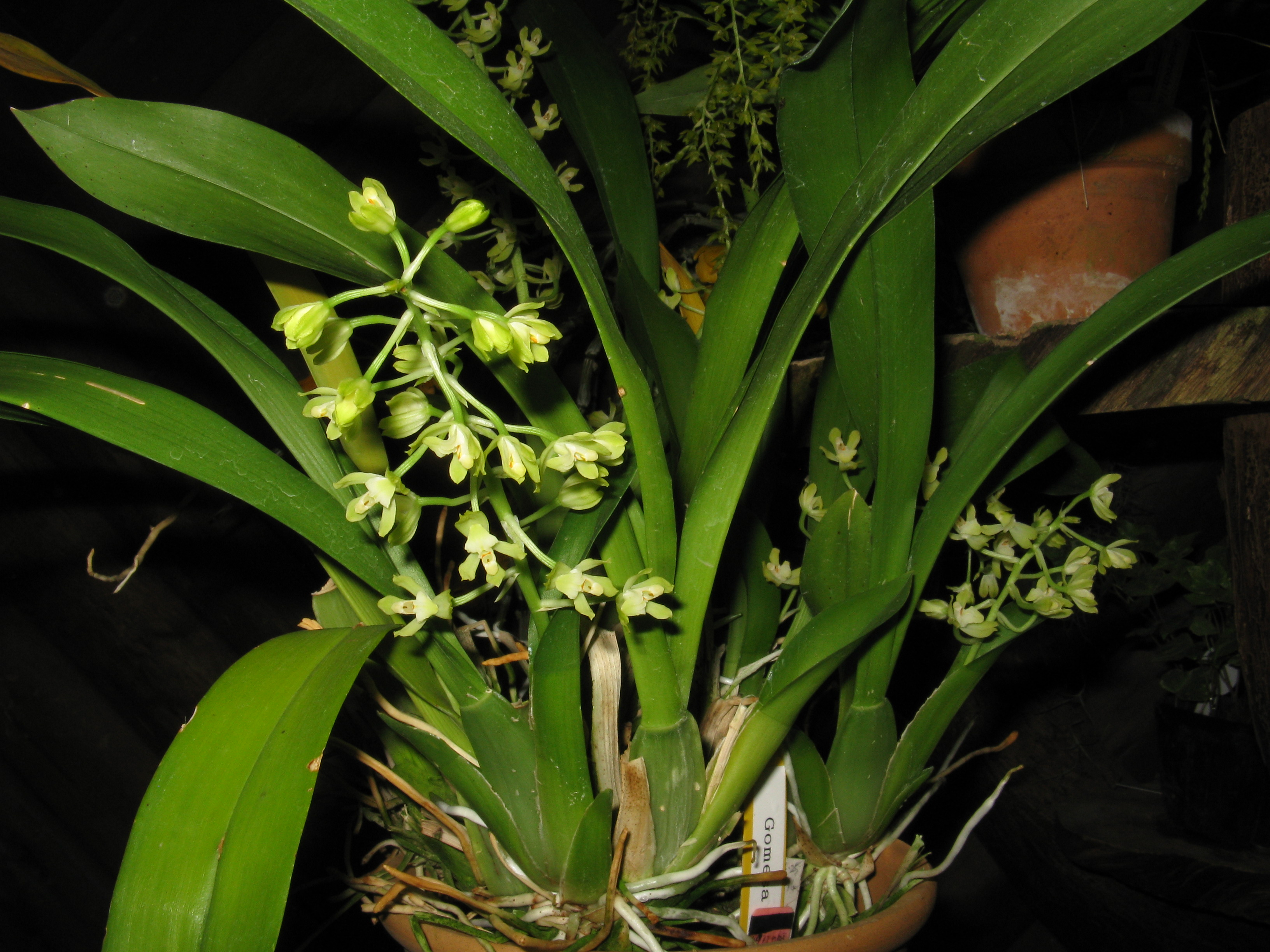
La Gomesa recurva, es una orquídea característica de esta formación.

El distrito fitogeográfico planaltense es uno de los distritos fitogeográficos en que se divide la provincia fitogeográfica paranaense. Es un selva montana subtropical de coníferas y mixto que incluye formaciones de nuboselva y bosques dominados por araucarias como el pino paraná, en su mayor parte, pero también bosques de palmas, sabanas arbustivas y vegetación rupícola. Se sitúa en la meseta del sur de Brasil.

## Sinonimia
Distrito fitogeográfico del Planalto de las Araucarias, Zona de las Araucarias sudbrasileñas, Distrito de los Pinares, Sector Planaltense del sur de Brasil, Bosque de araucaria brasileño, Floresta Ombrófila Mixta de la Mata Atlántica, Selva de Serranía con Araucaria, etc.

## Distribución
Este Distrito fitogeográfico se encuentra en altitudes comprendidas entre los 600 y los 1800 m s. n. m.. Comprende las selvas y sabanas del tope de las sierras y mesetas ("planaltos") del sector interior del sudeste del Brasil desde los estados de Minas Gerais y Espírito Santo hasta el de Río Grande del Sur; y un área contigua del este de la provincia argentina de Misiones, con dos sectores relicto-ecotonales y uno en el este del Paraguay. Es característico en las altiplanicies o planaltos y sierras que hacen de divisoria de aguas entre los ríos Paraná y Uruguay. Además incluye sabanas arbustivas rupícolas en sectores rocosos de altitud, con influencias de los campos Cerrados y de los sectores septentrionales de la provincia fitogeográfica pampeana.

## Afinidades florísticas
Este distrito fitogeográfico guarda estrecha relación con la provincia fitogeográfica atlántica o mata atlántica típica, la que la bordea por el este. Asimismo también mantiene afinidades el distrito fitogeográfico de las selvas mixtas por el que es reemplazado a menor altitud hacia el oeste. Los sectores abiertos y rupícolas se relacionan con la provincia fitogeográfica del cerrado y el distrito fitogeográfico de los campos y malezales. Los sectores más umbrófilos repiten géneros e incluso especies de los bosques subantárticos de las estribaciones de la cordillera andina, distantes a varios miles de kilómetros, indicando pasadas conexiones.

## Características
El Distrito fitogeográfico Planaltense se caracteriza por la abundancia de varias especies de coníferas, dastacando en especial el pino Paraná, pinheiro, o kury (Araucaria angustifolia), notable conífera de copa aparasolada de 40 metros de alturacon algunas palmeras endémicas, lauráceas, orquidáceas, bromeliáceas, helechos arbóreos, etc, variando la vegetación dependiendo del suelo, altitud, latitud, lluvias, etc.

## Suelos
En los sectores escarpados los suelos son de escasa evolución y profundidad, abundando los afloramientos de basalto. En ciertos tramos, la profundidad aumenta, presentándose entonces de un fuerte tono rojo, arcillosos, de reacción ácidos, lateríticos, ricos en óxidos de hierro y aluminio, formados por partículas finas en un 40 %, y muy poco material grueso de cuarzo, magnetita, y hematita. Son el resultado de procesos de transformación del material basáltico original bajo condiciones húmedas y cálidas. Poseen buena cantidad de fósforo y nitrógeno. El piso de la selva está cubierto por una fina capa de materia orgánica en descomposición, producto de ramas, hojas, frutos y flores caídas, lo cual favorece el desarrollo de gran variedad de hongos.

## Relieve
El relieve es muy accidentado, con lomas, sierras de cierta altura, cañones, planaltos, etc. 

## Clima
El clima característico de este distrito es el subtropical marítimo, el cual se forma por la acción de la altitud. Las heladas son intensas, incluso puede nevar excepcionalmente. En sectores del estado de Paraná se presentan climas de mayor altitud: Tierra fría baja (raramente hiela, y muy suave), y Tierra templada húmeda, este último completamente libre de heladas.
Los vientos procedentes del Atlántico provocan lluvias repartidas en todo el año, acumulando 1900 mm en los sectores menos favorecidos y superando los 2300 mm en las sierras. La humedad relativa oscila entre el 75 y el 90 %.

## Especies principales
La comunidad climáxica de este distrito es el bosque de pino Paraná, pinheiro, o curiy (Araucaria angustifolia), notable conífera de copa aparasolada e imponente porte, que domina la selva ocupando el estrato emergente sobre el dosel. Sus semillas comestibles son aprovechadas por los pobladores locales. 
Estrato emergenteEn este estrato se encuentran los árboles más altos, de entre 35 a 45 metros de altura (con especies que pueden llegar incluso a los 50 metros en algunos ejemplares) con rectos troncos de entre 2 metros de diámetro o más, que se elevan sobre el dosel, siendo estos árboles gigantes de alto valor económico por su madera. En él, domina ampliamente el ya mencionado pino paraná, de alto valor económico, de entre 2 m de diámetro en el tronco y de entre 40 m a 50 metros de altura, uno verdadero gigante, que lo convierte en uno de los árboles más altos y grandes de toda la provincia fitogeógrafica paranaense.
El doselEstá formado por árboles de medianos a grandes con alturas de entre 10 y 30 m. Aquí, además de la presencia de las especies laurel negro (Nectandra megapotamica) y guatambú blanco (Balfourodendron riedelianum) típicos del dosel de las selvas de toda la provincia fitogeográfica paranaense, se destaca la presencia de especies ausentes en el distrito de las selvas mixtas, como los piñeiriños (Podocarpus lambertii y Podocarpus sellowii) -también coníferas-. Junto a ellos se encuentran: la imbuía (Ocotea porosa), el maitén (Maytenus boaria), el guayaibí o guayubira (Patagonula americana), el marmelero (Ruprechtia laxiflora), el guabirobá (Campomanesia xanthocarpa), el maría preta (Diatenopteryx sorbifolia), el alecrín ( Holocalyx balansae), la cerella ( Eugenia involucrata), el chancharana, acarayá o cedro macho (Cabralea canjerana) , entre muchas otras especies típicas de las selvas de menor altitud. etc.
Estrato intermedioEstá formado por pequeños árboles con alturas de entre 5 y 10 m. Lo integran: la yerba mate (Ilex paraguariensis), el canelo brasileño (Drimys brasiliensis), etc. Abundan los helechos arborescentes de variadas especies, como el chachí (Alsophila procera), el chachí bravo (Trichipteris atrovirens), los chachís mansos (Dicksonia), etc.
Estrato arbustivo o sotobosqueDestacan: la linterna china (Abutilon megapotamicum), la pariparoba (Piper gaudichaudianum), el ñandipá (Sorocea bonplondi), etc.
Estrato herbáceoEs de tipo umbrófilo. Se observan en el piso de la selva abundante cantidad y variedad de helechos, como Doryopteris palmata y Doryoteris submarginalis, hierbas no leñosas como orquídeas terrestres, begonias de vistosas flores, gramíneas de hojas anchas como Olygora latifolia y Pharus glaber, etc.
Estrato epifítico y muscinalEn cuanto a las epifitas, existen en gran número: musgos, líquenes, grandes y pequeñas bromelias, cactáceas, güembés, piperáceas, etc. Las más llamativas son las orquídeas, con cerca de un centenar de especies epifitas, entre las más comunes Sophronitis coccinea, Gomesa recurva, etc.
Son numerosos los helechos epífitos en estas selvas, algunos se incluyen en la familia Lycopodiaceae. Uno de estos es una especie especializada en vivir sobre el pino Paraná: Phlegmariurus heterocarpon.
Estrato escandenteLas plantas trepadoras y volubles son muy abundantes, en especial en los claros, bordes de cursos fluviales o caminos.

## Subdistritos fitogeográficos

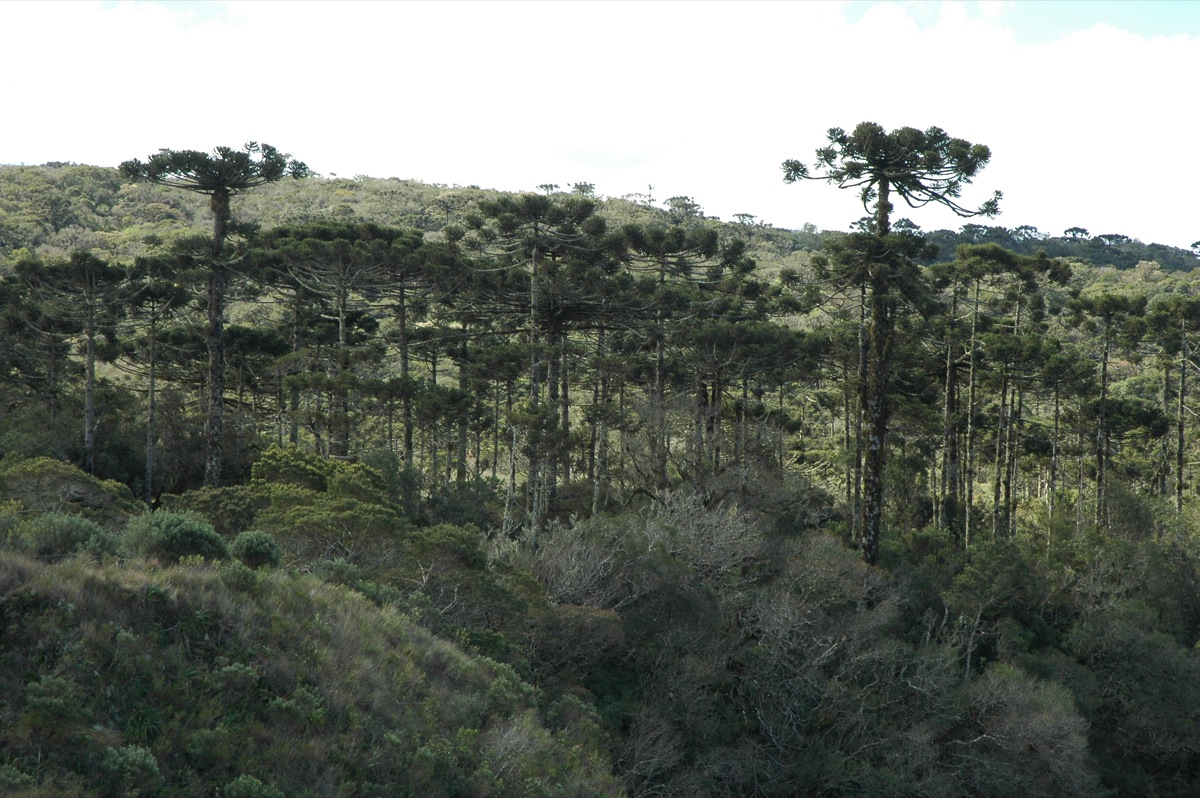
Selva con araucaria en el parque nacional de Recortados de la Sierra, distrito fitogeográfico Planaltense.

A este Distrito fitogeográfico es posible subdividirlo en Subdistritos fitogeográficos, algunos de carácter edáfico.
Subdistrito fitogeográfico de las sabanas serranas
Subdistrito fitogeográfico de la nuboselvaEs llamado también distrito Serrano, bosque nuboso, selva de neblina, mata nebular superior, selva umbrófila densa altomontana, o selva umbrófila de altitud. Se encuentra en altitudes comprendidas sobre los 1000 m s. n. m., aunque es más característico por sobre los 1800 m s. n. m. Es exclusivo de los estados del sudeste del Brasil. Su flora es riquísima en endemísmos arbustivos y herbáceos de gramíneas, leguminosas, y compuestas. Son abundantes las velloziáceas. Hay profusión de dos gramíneas: Chusquea pinifolia y Cortaderia modesta, arbustos como Escallonia organensis, Escallonia montevidensis, Senecio cuneifolius, la fucsia gaúcha Fuchsia regia, la nalca gaúcha (Gunnera manicata), etc. Esta es la formación más afín al bosque subantártico, repitiendo muchos géneros y hasta en algunos casos, las mismas especies; algunos ejemplos son: Fuchsia, Gunnera, Perezia, Dasyphyllum, Trichocline, etc. Es posible observarla en el Parque Nacional de la Serra Geral y en el Parque Nacional de Recortados de la Sierra en Río Grande del Sur, Brasil. Son florestas densas, de poca altura, en ambientes saturados de humedad, bajo un clima templado y húmedo durante todo el año, generado por la altitud, siempre superior a los 1000 m s. n. m., y por las lluvias que superan los 2300 mm. las ramas se encuentran recubiertas por epifitas, orquídeas, bromelias, musgos y largos líquenes.

## Conservación
Es una formación que ha padecido una alarmante destrucción, quedando solamente en pie en muy escasas reservas. En la Argentina, las 210 000 ha de estos bosques aún presentes en el año 1960 sufrieron una drástica reducción, pues sólo han sobrevivido poco más de 1000 ha, en tres áreas protegidas: el parque provincial Cruce Caballero, el parque provincial de la Araucaria, y la reserva natural estricta San Antonio.